# Dorcus tenuihirsutus
Dorcus tenuihirsutus là một loài bọ cánh cứng trong họ Lucanidae. Loài này được Kim mô tả khoa học năm 2010.